# Cortland Hultberg
Cortland Hultberg (* 5. September 1931 in Chicago; † 3. Januar 2002 in White Rock/British Columbia) war ein US-amerikanisch-kanadischer Musikpädagoge, Chorleiter und Komponist.

## Leben
Hultberg debütierte 1948 in seiner Heimatstadt Chicago als Chordirigent und leitete in den 1950er Jahren Armeechöre. Er erhielt 1953 den Bachelorgrad an der Northern Illinois University und studierte dann bis 1954 Musikpädagogik an der University of Illinois. Ein Kompositionsstudium absolvierte er von 1956 bis 1958 bei Robert McBride und Andrew Buchhauser an der University of Arizona, wo er anschließend ein Jahr lang unterrichtete. 1959 wanderte er nach Kanada aus. Dort begann er an der University of British Columbia zu unterrichten, von 1970 bis 1993 als Professor für Musiktheorie und Komposition. Zu seinen Schülern zählen Alexina Louie, Lloyd Burritt, Errol Gay, Peter Huse, David Keeble, Claire Lawrence, Alexina Louie, Ramona Luengen und Barry Truax.
Er gründete und leitete die University of British Columbia Chamber Singers und den Kammerchor Phoenix (1983–95). Mit beiden Chören und den Little Mountain Singers spielte er in den 1990er Jahren Aufnahmen bei den Labels CRI (Composers Recordings, Inc.) und Angel Records ein. Für seine Chöre arrangierte er verschiedene Stücke, darunter Quenten Doolittles Hornby Island Suite. Neben Chorwerken (Fog, 3 Songs) komponierte er u. a. elektroakustische Musik für das Schauspiel Oedipus Rex und ein Concerto grosso für Flöte, Oboe, zwei Hörner, Fagott und Orchester. Nominiert von seinen Studenten erhielt er den University of British Columbia's Master Teacher Award.